# Internationales Zeitungsmuseum

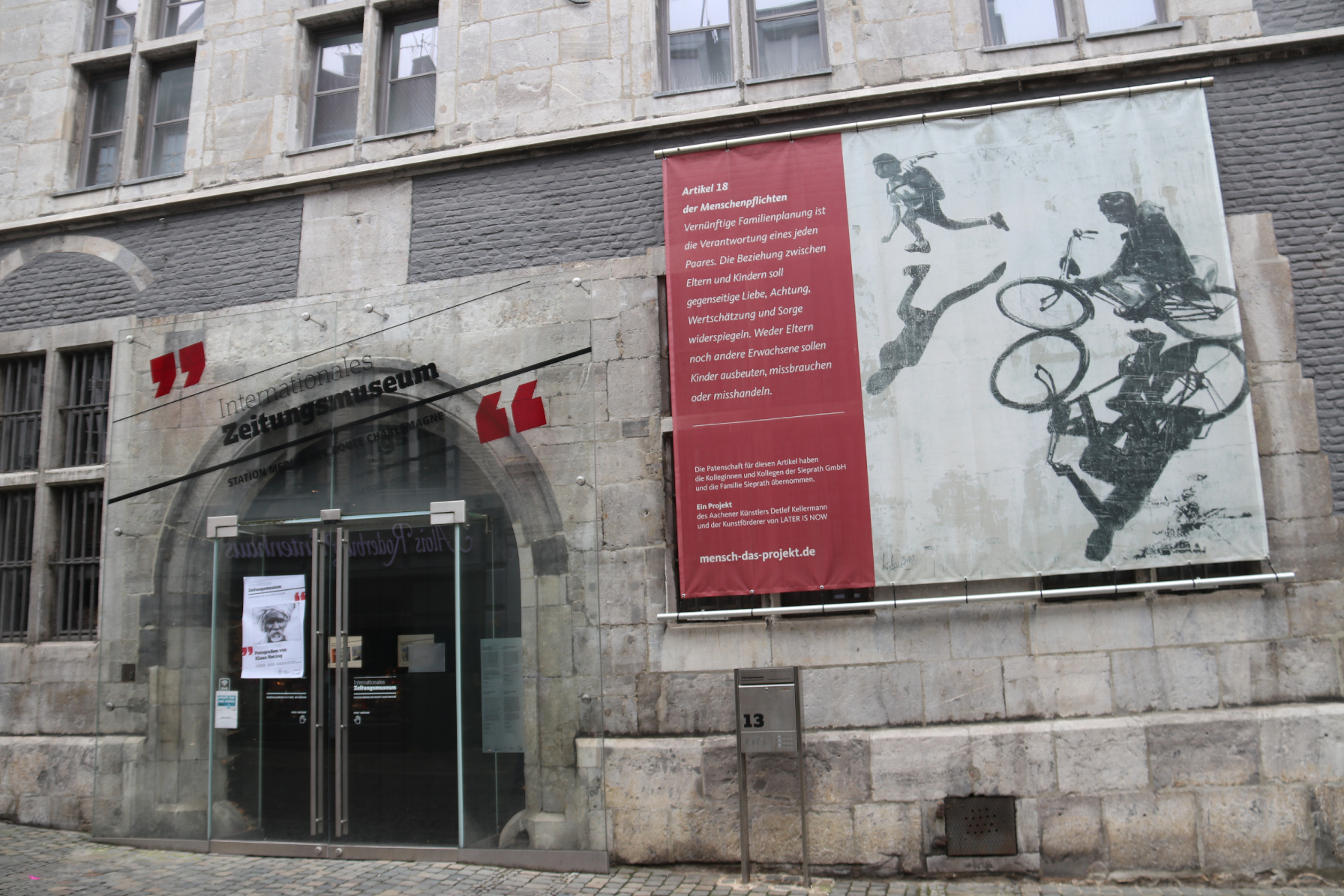
Internationales Zeitungsmuseum Aachen (2019)

Das Internationale Zeitungsmuseum in Aachen stellt die Geschichte der Zeitungen und das Thema Pressegeschichte dar.

## Geschichte
Die Sammlung wurde 1886 von Oscar von Forckenbeck (1822–1898) gegründet. Er war der Bürgermeister von Rheine und zudem Privatgelehrter. Auf einer seiner zahlreichen Reisen begann er, Zeitungen zu sammeln. Die in Jahrzehnten entstandene Kollektion wurde 1889 erstmals der Öffentlichkeit präsentiert. Sie umfasst inzwischen mehr als 200.000 Exemplare.
Das Zeitungsmuseum wurde 1931 im Großen Haus von Aachen, einem Patrizierhaus aus dem ausgehenden 15. Jahrhundert, eingerichtet. Die Dauerausstellung beschäftigte sich bereits damals mit wichtigen Stücken aus der Sammlung. Nach dem Zweiten Weltkrieg war es vor allem der Direktor des Stadtarchivs Aachen, Bernhard Poll, welcher sich maßgeblich für den Erhalt des Internationalen Zeitungsmuseums Aachen eingesetzt und von 1952 bis 1972 die Leitung übernommen hatte. Nach umfangreichen Instandsetzungsarbeiten konnte er das Museum am 19. Oktober 1962 mit neuen Präsentationsräumen wiedereröffnen. Fünf Jahre später zeigte Poll hier die Ausstellung Die jüdische Presse im 19. Jahrhundert, welche auch in den USA, Argentinien, der Schweiz und den Niederlanden zu sehen war. Poll widmete sie dem aus Deutschland geflohenen Arzt Walter Hirsch anlässlich der Eröffnung der neuen Bibliothek in Tel Aviv, in welcher Hirsch seine Privatsammlung einer breiten Öffentlichkeit zugänglich machte.
Im Jahr 1993 war die Einrichtung von der Schließung bedroht. Die Ratsfrau und damalige Aachener Bürgermeisterin Meike Thüllen startete einen Aufruf zum Gewinn von ehrenamtlichen Mitarbeitern und Fördermitteln. Sie gründete dazu mit Gleichgesinnten einen entsprechenden Förderverein. Dennoch dauerte es bis 2008, um die nach Ablehnung des Bauhauses Europa freigewordenen Gelder zu nutzen und im Rahmen des Projekts Route Charlemagne mit der eigentlichen Um- und Ausbauphase beginnen zu können, welche neu konzipiert am 11. Juli 2011 den vorläufigen Abschluss fand. Anschließend setzte sich Thüllen auch dafür ein, das Museum mit einem repräsentativen Glasportal auszustatten.

## Sammlung

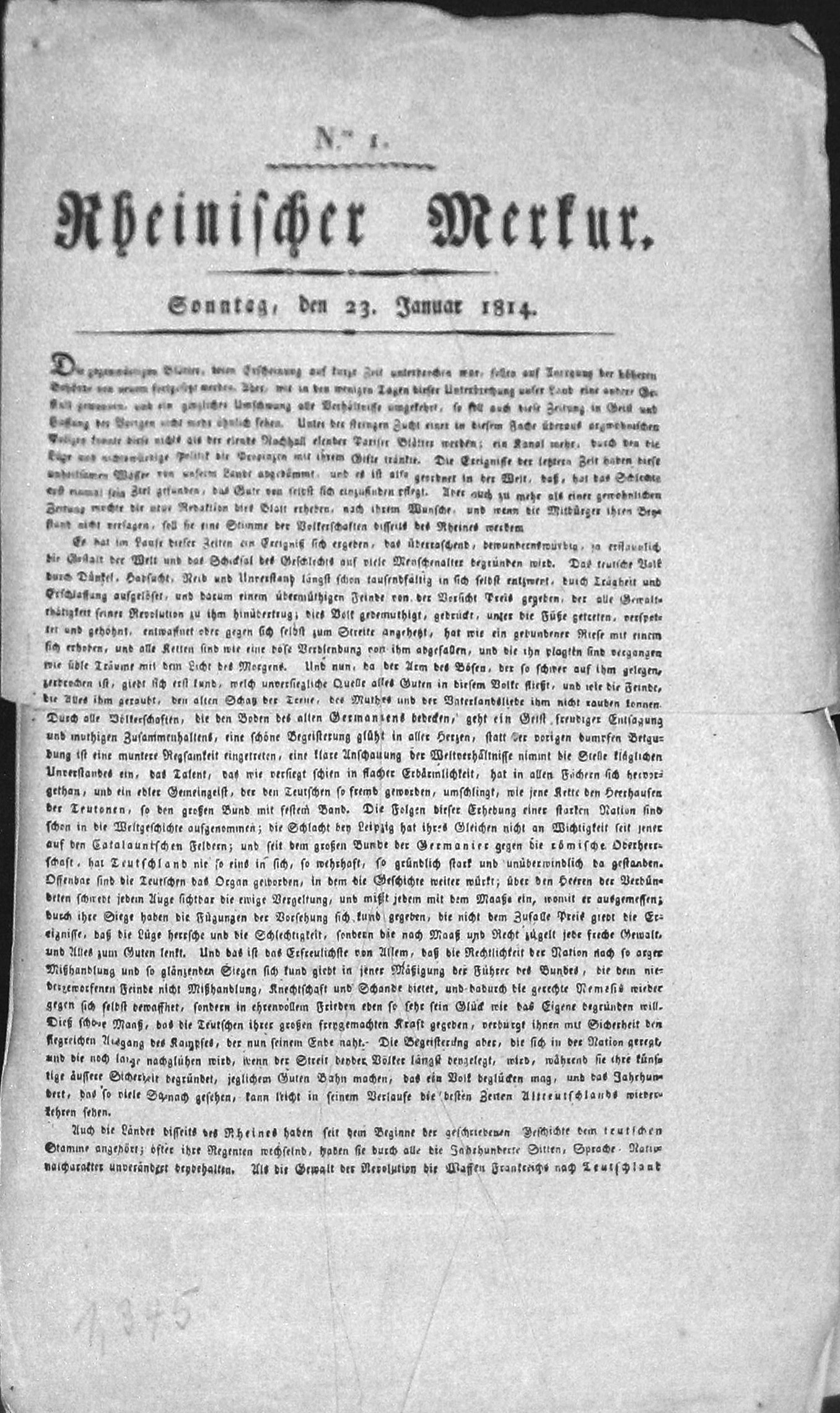
1. Ausgabe des Rheinischen Merkurs vom 23. Januar 1814

Die Sammlungsgebiete und -kriterien des Hauses sind im Wesentlichen:
- aus jeder Region dieser Welt möglichst ein Exemplar (tagesaktuelle Zeitungen im Leseraum verfügbar)
- Erst-, Letzt-, Jubiläums- und Sonderausgaben
- Zeitungen mit übergroßen Schlagzeilen wegen weltpolitisch bedeutsamer Ereignisse oder Naturkatastrophen bis hin zu Extrablättern und Sonderausgaben, auch zu einzelnen Themen und Personen
- Die jüdische Presse des 19. Jahrhunderts
- Dokumente des Pressewesens des Deutschen Reiches und der DDR
- Kriegs- und Lagerzeitungen aus dem Ersten und Zweiten Weltkrieg
- Dokumentation der Titel-, Format- und Layoutänderungen von Zeitungen
- Curiosa – absonderliche, lustige, komische Zeitungen jeglichen Genres
- Pressehistorische Bibliothek mit 3000 Bänden
- Deutschsprachige Presse aus dem Ausland

## Dauerausstellung
Die frühere Dauerausstellung Von der Frühzeit der Presse bis zur Gegenwart. Ein historischer Streifzug durch die Zeitungsgeschichte in aller Welt präsentierte historische Zeitungen von herausragender Bedeutung. Unter anderem wurde die erste Zeitung Relation aus Straßburg von 1605 gezeigt, hinzu kamen Kuriositäten wie beispielsweise die kleinste Zeitung der Welt und Wechselausstellungen über zeitungsgeschichtliche Themen.
Nach der Sanierung des Gebäudes und der Eröffnung der neuen Dauerausstellung 2010 wird das Museum die Geschichte der Zeitung in einen größeren mediengeschichtlichen und medientheoretischen Kontext stellen. Neben den Sammlungsbeständen werden historische Exponate und multimediale Installationen zur Herausbildung der modernen Massenmedien, zur Rezeptionskultur, zur Zensur und Manipulation sowie zur Zukunft der Medien zu sehen sein. Hinzu kommen Wechselausstellungen und didaktische Aktivitäten. In dieser neuen Form ist das Haus zugleich die Station Medien der Route Charlemagne.

## Sonderausstellungen  (Auswahl)
- 2014: Der Erste Weltkrieg – Ausbruch und Auftakt
- 2016: Päpste im Spiegel der Presse
- 2016: Vorbildliches Bauen in NRW
- 2016/17: Süddeutsche intern – eine Zeitung zieht um
- 2017: „Wir schaffen das“ – Politische Karikaturen von Waldemar Mandzel, Thomas Plaßmann und Heiko Sakurai
- 2017: „Das Wittenberger Fest“ – Die Reformationsjubiläen im Spiegel der Presse
- 2017/18: Alemannia 1933 bis 1945. Fußball zwischen Sport und Politik.[4]~
- 2019/20: Der Krieg ist aus! Die Entstehung der Aachener Nachrichten und der Wiederaufbau.
- 2021: „Dürer, Tod und Teufel“ – Eine Comic-Biografie von Willi Blöss
- 2023/24: „World Trade Center Gallery“

## Veranstaltungen
Es werden regelmäßig Veranstaltungen im Zeitungsmuseum angeboten, wie beispielsweise Papierschöpfen.